# Perisperm
Het perisperm is een onderdeel van het zaad van sommige soorten bedektzadigen, dat kan functioneren als een opslagweefsel voor reservestoffen (zoals zetmeel, eiwitten, oliën). Het ontstaat na de bevruchting uit weefsel van de nucellus en is dus diploïde. De rest van de nucellus wordt afgebroken. Bij veel andere bedektzadigen is het opslagweefsel gewoonlijk het secundaire endosperm, dat is ontstaan bij de dubbele bevruchting.
Bij zaden van de soorten van de waterleliefamilie, Piperaceae en Zingiberales komt het perisperm naast het endosperm voor. Bij vele soorten van de Caryophyllales is er geen endosperm, maar alleen een perisperm aanwezig. Verder komt er eerder endosperm voor dan perisperm als opslagweefsel voor reservestoffen.